# Panagiotis Kavvadias

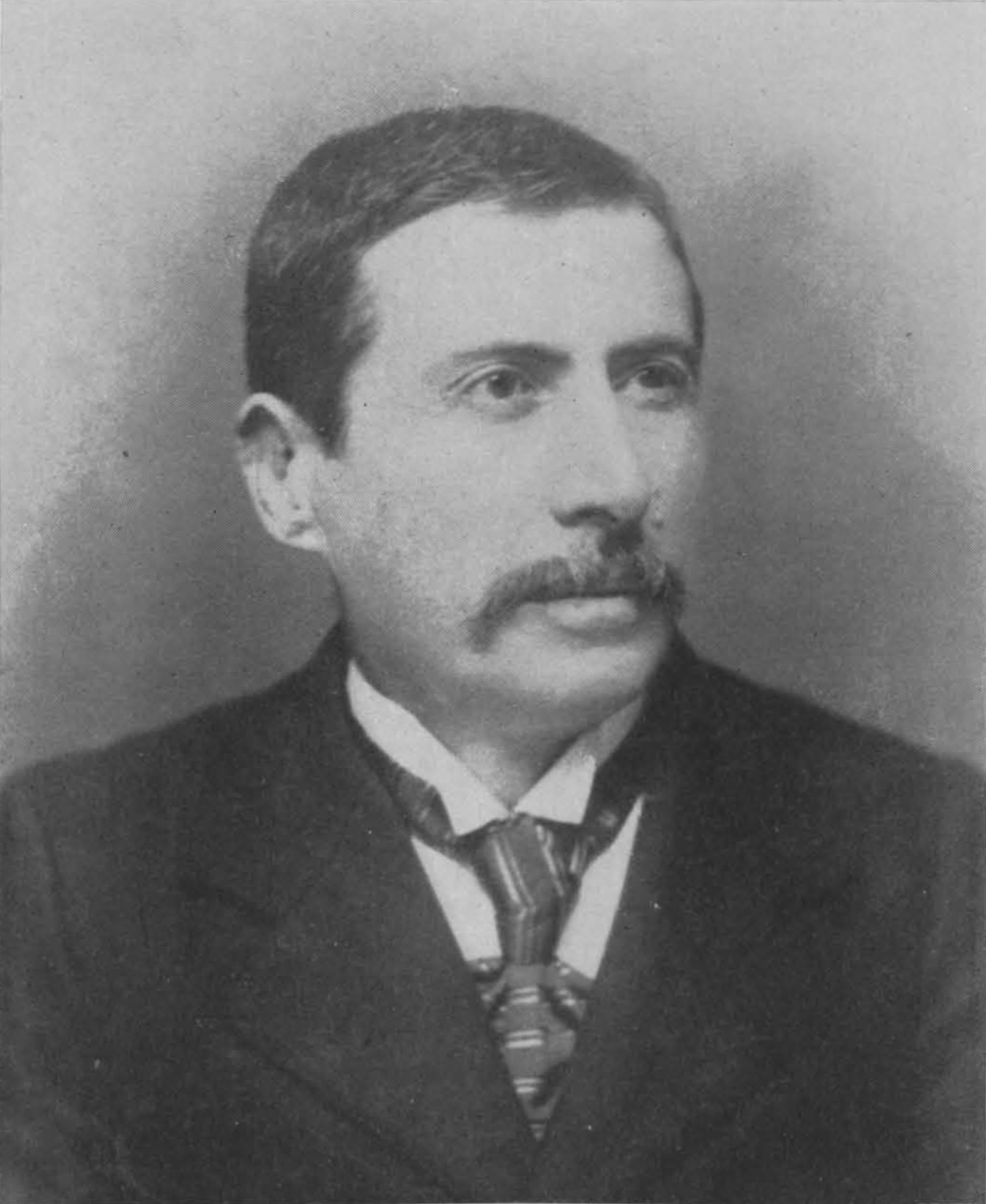
Fotografía del arqueólogo y general éforo griego Panagiotis Kavvadias (1848-1928).

Panagiotis Kavvadias (en griego: Παναγιώτης Καββαδίας 1850-1928) fue uno de los principales arqueólogos griegos de los siglos XIX y XX. 
Nació en Cotrea, en la isla de Cefalonia. Ostentó diversos cargos en la Sociedad Arqueológica de Atenas (consejero, secretario y conservador). Fue éforo general de antigüedades y de los museos de Grecia entre 1885 y 1909. Además, fue profesor de arqueología en la Universidad de Atenas entre 1904 y 1922.
Uno de sus principales logros fue la elaboración de una primera ley en 1899 para la protección de las antigüedades de Grecia, que regulaba la relación entre el gobierno griego y las escuelas de arqueología extranjeras.
Parte de su labor consistió en la reorganización del Museo Arqueológico Nacional de Atenas y del Museo de la Acrópolis, además de crear otros museos en toda Grecia y de fundar un boletín arqueológico.
Dirigió numerosas excavaciones entre las que sobresalieron por sus hallazgos las realizadas en Epidauro, Cefalonia, Licosura y la Acrópolis de Atenas. 
Entre 1902 y 1908 supervisó la primera reconstrucción del templo de Apolo de Basas.
Entre sus publicaciones más destacadas pueden citarse Fouilles de l'Acropole, en 1886; Fouilles d'Epidaure, en 1891; Το ιερόν του Aσκληπιού εν Eπιδαύρω και η θεραπεία των ασθενών, en 1900; Iστορία της Aρχαιολογικής Eταιρείας από της εν έτει 1837 ιδρύσεως αυτής μέχρι του 1900, en 1900; Προϊστορικὴ Ἀρχαιολογία, en 1909 e Ἱστορία τῆς ἁρχαίας Έλληνικῆς τέχνης,  entre 1916 y 1924.